# Musik Västernorrland
Musik Västernorrland är ett av Scenkonst Västernorrlands varumärken och växte fram ur länsmusikorganisationen Musik i Västernorrland, som grundades 1988.
Musik Västernorrland ger sammanlagt cirka 500 konserter och workshopar varje år. Uppdraget är att arbeta för och med musiklivet såväl regionalt som nationellt och internationellt. 
Verksamheten inbegriper Nordiska Kammarorkestern, Nordiska Kammarensemblen, Nordiska Blåsarkvintetten, jazzmusik, jazznätverk, folkmusik, kammarmusik och musikarrangörsnätverket. Varje år presenteras också ett utbud till skolor i Region Västernorrland. Ungdomsverksamhet består av ungdomsensembler, låtverkstäder, jazzkurser och höstlovsorkester.
Musik Västernorrland arrangerar operatävlingen Schymberg Award